# Hiéroglyphes crétois

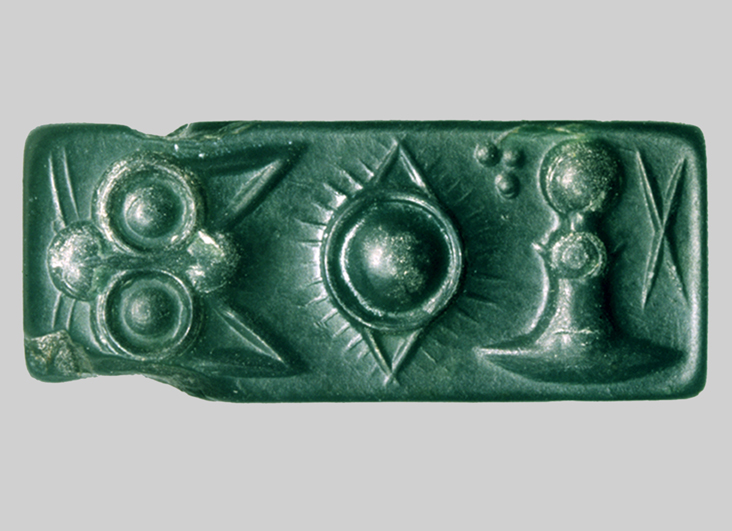
Sceau en jaspe vert marqué de hiéroglyphes crétois, vers -1800.

Les hiéroglyphes crétois, ou hiéroglyphes minoens, sont une forme encore non déchiffrée d'écriture hiéroglyphique trouvée en Crète sur des artéfacts de l'âge du bronze récent, datant de la civilisation minoenne. Elle précède l'écriture en linéaire de deux ou trois siècles, mais elles sont utilisées en parallèle durant une partie de leur histoire.

## Corpus
En 1989, Jean-Pierre Olivier a décrit ainsi l'état du corpus des hiéroglyphes crétois :
« En résumé, notre corpus se compose de deux parties distinctes :
1. Sceau et matériel de scellement, environ 150 documents
2. Autres documents sur tablettes d'argile, essentiellement des inscriptions d'archives, environ 120 documents.

Les sceaux et matériel de scellement représentent environ 307 groupes de signes distincts, contenant ensemble plus ou moins 832 hiéroglyphes. Les autres comptabilisent environ 270 groupes de signes distincts, contenant plus ou moins 723 signes. »
Depuis, d'autres documents ont été découverts, comme en 1995 dans le palais de Petras.
En 1996, le Corpus Hieroglyphicarum Inscriptionum Cretae (CHIC) de Louis Godard et Jean-Pierre Olivier a été compilé, principalement à partir de quatre sites archéologiques :
- le palais de Malia (MM III) ;
- le quartier Mu, à Malia (MM II) ;
- Cnossos (MM II or III) ;
- Petras (MM IIB), dont les fouilles ont débuté en 1995. L'édition définitive a été publiée en 2010[3]. Le corpus est composé de :
- documents en argile, gravés d'inscriptions (CHIC H: 1-122) ;
- empreinte de sceaux (CHIC I: 123-179) ;
- sceaux (CHIC S: 180-314) ;
- la pierre d'autel de Malia ;
- le disque de Phaistos ;
- la hache d'Arkalochori ;
- un fragment de sceau (HM 992), montrant un symbole unique, identique au glyphe n° 21 du disque de Phaistos.

Le rapport entre les trois derniers artéfacts et les textes du corpus principal est incertain.
Plusieurs inscriptions en hiéroglyphes crétois (ainsi qu'en linéaire A) ont aussi été trouvées sur l'île de Samothrace au nord-est de la mer Égée.
La question se pose de savoir si l'écriture hiéroglyphique crétoise a pu évoluer en écriture linéaire. Certains auteurs lui ont également vu un rapport avec les hiéroglyphes hittites : 
« Les similitudes entre l'écriture crétoise et d'autres écritures, comme les hiéroglyphes de Chypre et celui des Hittites d'Anatolie, peut suggérer [...] qu'ils ont évolué depuis un ancêtre commun, une écriture aujourd'hui perdue peut-être originaire de Syrie. »

## Symboles

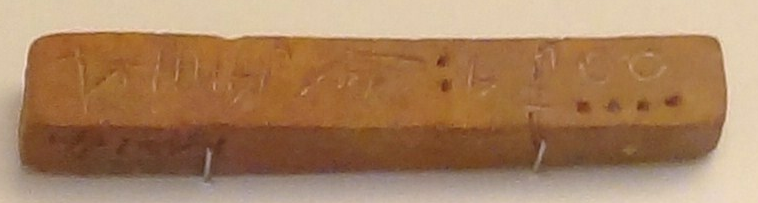
Hiéroglyphes crétois (entre -1900 et -1600) sur un morceau d'argile, trouvé à Malia ou Cnossos, en Crète. Les points représentent des nombres. Artéfact visible au musée archéologique d'Héraklion.

Un inventaire des symboles a été fait par Evans en 1909,  par Meijer en 1982, et par Olivier et Godart 1996 (le CHIC). Ce dernier sert de référence et rassemble un total de 314 artéfacts.
Les glyphes répertoriés par le CHIC incluent 96 syllabogrammes, représentants des sons, dont dix sont en plus des logogrammes, représentants des mots ou des morphèmes.
Il y a aussi vingt-trois logogrammes qui représentent quatre niveaux de nombres - unités, dizaines, centaines et milliers - ainsi que des fractions numériques et deux types de ponctuation.
Beaucoup de symboles ont apparemment un équivalent en linéaire A, il est donc tentant de leur appliquer les mêmes valeurs sonores que ceux du linéaire B.

## Chronologie
La chronologie et la répartition géographique des hiéroglyphes crétois et des linéaire A et B se chevauchent. Les systèmes d'écritures distincts de la Crète et de Grèce continentale durant l'âge du bronze peuvent être résumés comme suit :
| Système d'écriture   | Zone géographique                                                                        | Époque              |
| -------------------- | ---------------------------------------------------------------------------------------- | ------------------- |
| Hiéroglyphes crétois | Crète                                                                                    | vers -2100 à -1700, |
| Linéaire A           | Crète, Îles de la mer Égée (Kea, Kythera, Melos, Thera), et Grèce continentale (Laconia) | vers -1800 à -1450, |
| Linéaire B           | Crète (Cnossos), et Grèce continentale (Pylos, Mycenae, Thebes, Tiryns)                  | vers -1450 à -1200  |